# 湯姆·克勞斯
湯姆·克勞斯（德語：Tom Krauß；2001年6月22日—）是一位德國足球運動員，在場上的位置是中場。現效力於德甲球隊科隆（美因茨外借）。